# Епідії

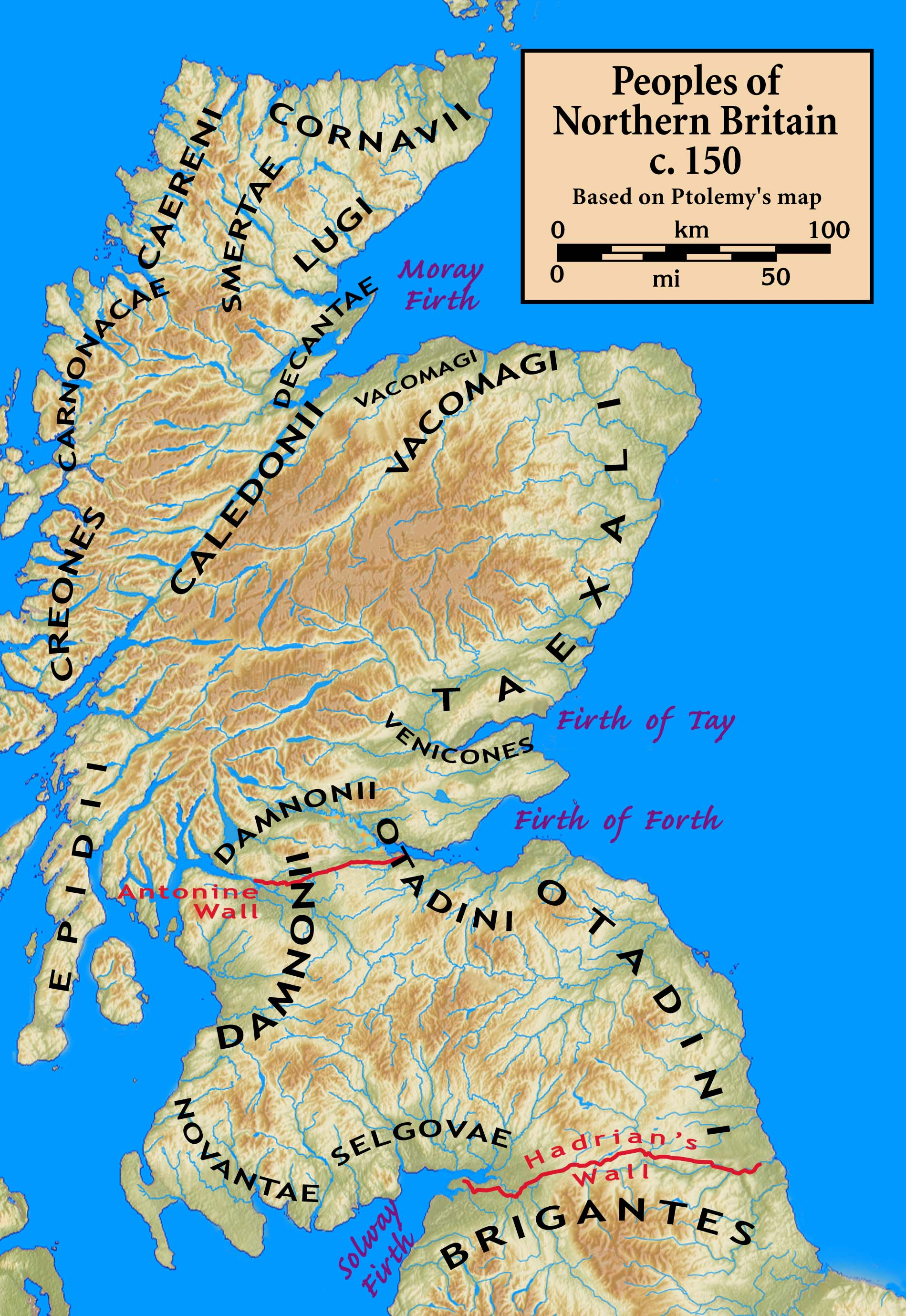
Племена піктів

Епідії — плем'я піктів, яке мешкало на островах Ебуди (сучасні Внутрішні Гебриди). Межували на півночі з племенем креонами, на півдні — з дамнонами, на сході — каледоніями. Назва походить від богині Епона (тобто кінь).

## Географія
Вони охоплювали сучасні шотландські області Кінтайр, Кнапдейл, південну західну частину Аргайлу, острови Арран, Б'ют, Айлей. Окремі поселення були в Стратклайді. Корднонами були річки Леманноній синус (сучасний Лох-Файн) та Лонгус (Ферт-оф-Лорн).
Про головне місце поселення епідіїв згадує Равеннська Космографія, називаючи Рауатоній (неподалік Саутенда, Аргайл). Головними галузями цих піктів було рибальство та торговля між скотами на Гібернії (Ірландія) та північними піктами.

## Історія
Замало відомостей про епідіїв невідомо до римського вторгнення до Британії. Розмовляли гойдельською мовою. За деякими відомостями головними богом був Еохайд (інша назва Дагда). Втім особливість релігійного життя епідіїв не прослідковується у письмових джерелах. Епідії були союзниками або васалами племені дамнонів.
Перші згадки відносяться до I ст. н. е. У 82 році вони стикнулися з римською армією та флотом на чолі із проконсулом Гнеєм Юлієм Агріколою. Щодо цієї війни нічого невідомо, окрім результату — епідії зазнали поразки й визнали над собою владу Римської імперії. Ця залежність зникла з завершенням каденції Агріколи у Британії в 85 році.
З цього моменту до II ст. немає відомостей про епідіїв. За імператора Антоніна Пія римляни захопили сучасну південну Шотландію та звели вал Антоніна. Тоді ж епідії знову визнали залежність від Риму. Це тривало до 211 року. Після укладання миру з імператором Каракаллою та відступу римлян від Антонінова вала призвело до відновлення незалежності епідіїв. Щодо фортів та поселень римлян на території цього племені немає даних. Напевне тут діяли римські торгівці та фискали.
Територія епідіїв була захоплена скоттами, які асимілювало це плем'я, утворивши державу Дал Ріада.